# Wasserreservoir (Darmstadt)
Das Wasserreservoir auf der Mathildenhöhe ist ein Bauwerk in Darmstadt.

## Geschichte und Beschreibung
Das Wasserreservoir ist ein in den Jahren 1877 bis 1880 nach Plänen des Ingenieurs Otto Lueger – auf der Kuppe des bis dahin unberührten Parks Mathildenhöhe – angelegter Hochbehälter. Er besteht aus zwei in hartgebranntem Klinkern gemauerten Kammern mit je sechs über Längsgurte verbundenen Tonnengewölben. Diverse Originaleinbauten wie das Standrohr und die gusseiserne Wendeltreppe sind erhalten geblieben.
Ursprünglich war das Wasserreservoir – teilweise mit sichtbarer Fassade und einer Balustrade – als Aussichtsplattform angelegt.
In den Jahren 1907 und 1908 wurde das Reservoir mit den Ausstellungshallen überbaut.
Das Wasserreservoir wurde bis zum Jahr 1994 genutzt.

## Denkmalschutz
Das Wasserreservoir ist ein typisches Beispiel für ein Wasserbauwerk in der zweiten Hälfte des 19. Jahrhunderts in Darmstadt.
Aus architektonischen, industriegeschichtlichen und stadtgeschichtlichen Gründen ist das Wasserreservoir ein Kulturdenkmal.